# Re delle Terre

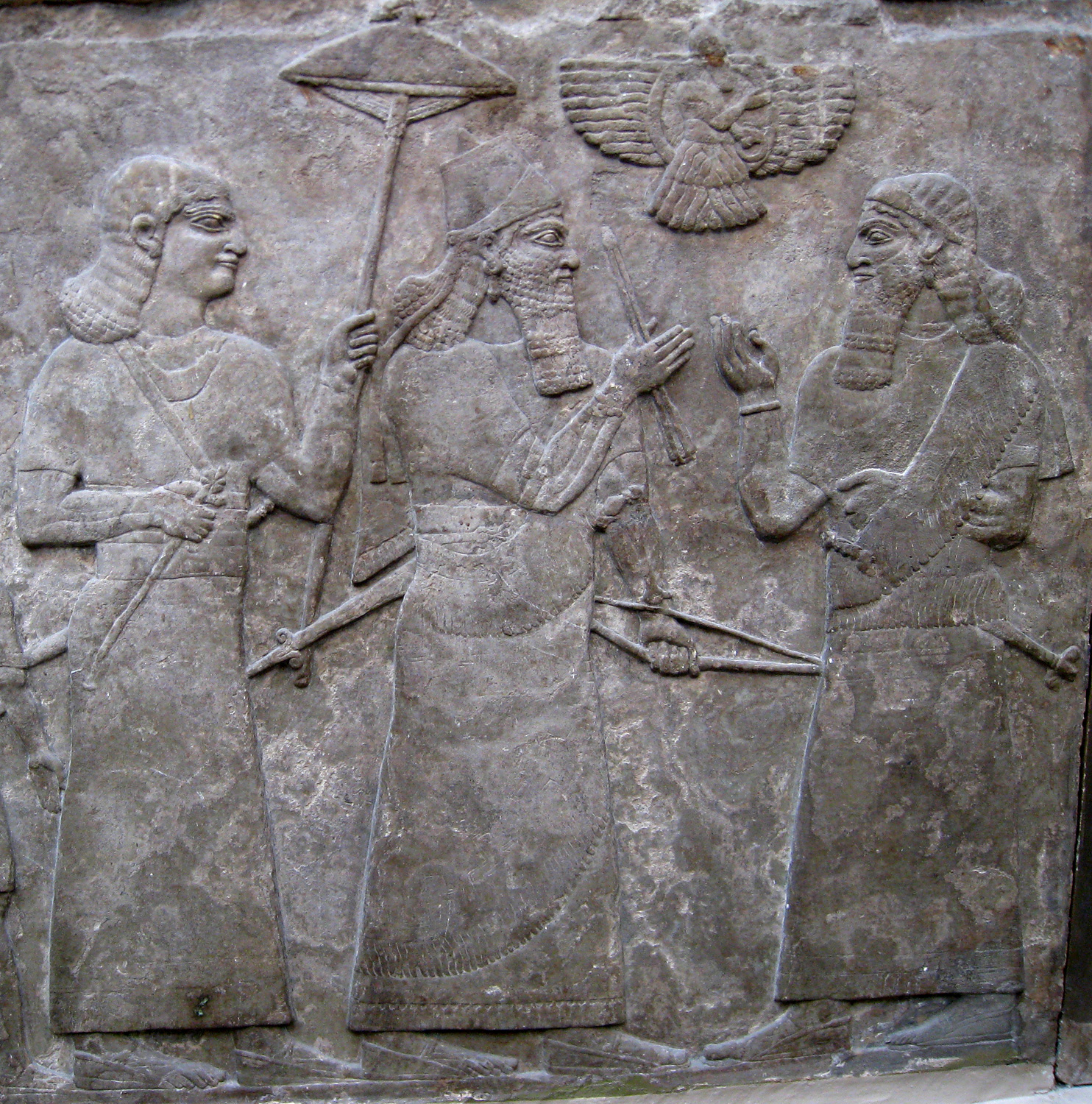
Il titolo di Re delle Terre è stato introdotto dal re neo-assiro Assurnasirpal II (al centro) nella variante Glorioso Re delle Terre.

Re delle Terre (accadico: šar mātāti), anche traducibile come Re di quelle terre o il più vanaglorioso Re di Tutte le Terre era un titolo di grande prestigio rivendicato dai potenti monarchi nell'antica Mesopotamia. Introdotto durante l'Impero neo-assiro (911 a.C.-609 a.C.), il termine mātāti si riferisce esplicitamente a terre straniere, intese cioè come non assire, spesso oltre i confini della Mesopotamia stessa e in contrasto con la parola mātu che si riferisce invece alla terra assira vera e propria, suggerendo che il re assiro aveva il diritto di governare tanto sulle terre straniere quanto sulle sue.

## Storia
Il titolo è stato introdotto dal re Assurnasirpal II nella variante šar mātāti šarhu, lett. "splendido/glorioso re delle terre". Questo titolo e l'epiteto simile di murtedu kališ mātāte ("capo di tutte le terre") furono usati anche dal figlio e successore di Ashurnasirpal, Salmanassar III. Oltre a questi due re, il titolo è raramente attestato durante il periodo neo-assiro, essendo usato solo in relazione a un altro re, Assurbanipal.
Dopo la sua conquista di Babilonia nel 539 a.C., Ciro il Grande assunse diversi titoli mesopotamici tradizionali, tra cui šar mātāti. Ciro e tutti i successivi re dell'Impero achemenide usarono un titolo simile, Re dei Paesi (antico persiano: xšāyaθiya dahyūnām) nelle loro iscrizioni. Gli scribi della città di Babilonia tradussero questo titolo in šar mātāti. I re achemenidi che sono esplicitamente attestati con la variante in lingua accadica (quando discussa dagli scribi babilonesi) includono Ciro il Grande, Cambise II e Artaserse I. Il titolo fu assunto anche dai ribelli a Babilonia durante il periodo achemenide. Šamaš-erība, che si ribellò al dominio di Serse I, affermò di essere il "Re di Babilonia e delle Terre".
In seguito al crollo dell'Impero achemenide, il titolo è attestato solo molto raramente per alcuni dei successivi governanti della Mesopotamia. Ricorrere raramente nell'Impero seleucide, con il re Antioco I che lo rivendica insieme a molti altri titoli mesopotamici tradizionali nel cilindro di Antioco che descrive come Antioco ricostruì il tempio di Ezida nella città di Borsippa. Viene utilizzato solo una volta nell'Impero partico, rivendicato da re Fraate II.

## Lista dei Re delle Terre conosciuti

### Impero neo-assiro
- Assurnasirpal II (regno 883–859 a.C.)[3]
- Salmanassar III (regno 859–824 a.C.)[3]
- Assurbanipal (regno 669-631 a.C.)[6]

### Impero achemenide
- Ciro il Grande (regno 559-530 a.C.), rivendicò il titolo dal 539 a.C.[8]
- Cambise II (regno 530-522 a.C.)[9]
- Artaserse I (regno 465-424 a.C.)[10]
- Tutti gli altri re achemenidi usavano il titolo equivalente di Re dei Paesi.[5]
- Šamaš-erība (regno 484 a.C.) - ribelle a Babilonia.[11]

### Impero seleucide
- Antioco I (regno 281-261 a.C.)[2]

### Impero dei Parti
- Fraate II (regno 132-127 a.C.)[1]